# Ewa Skibińska
Ewa Skibińska (sinh ngày 11 tháng 2 năm 1963 tại Wroclaw) là một diễn viên người Ba Lan.

## Tiểu sử
Ewa Skibińska tốt nghiệp Học viện Nghệ thuật Sân khấu Quốc gia AST ở Kraków - Chi nhánh ở Wrocław vào năm 1986.
Ewa Skibińska là nữ diễn viên sân khấu gắn bó với Nhà hát Ba Lan ở Wrocław (1986–2016) và Nhà hát Powszechny ở Warsaw (từ năm 2017).
Ngoài sự nghiệp diễn xuất trên sân khấu, Ewa Skibińska còn được khán giả biết đến qua nhiều phim điện ảnh và phim truyền hình Ba Lan, chẳng hạn như: Pierwsza miłość (từ năm 2004), Matka Teresa od kotów (2010), Oszukane (2013), hay phim Ślepnąc od świateł (2018).
Năm 2011, Ewa Skibińska được Bộ Văn hóa và Di sản Quốc gia (Ba Lan) trao tặng Huy chương bạc Huy chương Công trạng về văn hóa - Gloria Artis vì những cống hiến nổi bật cho văn hóa và nghệ thuật.

## Thành tích nghệ thuật
Dưới đây liệt kê một số phim điện ảnh và phim truyền hình nổi bật có sự góp mặt của Ewa Skibińska:
| Năm                | Tựa đề                                    | Vai diễn                      |
| ------------------ | ----------------------------------------- | ----------------------------- |
| 1986               | Na kłopoty... Bednarski                   | Karin Wagner                  |
| 1986               | Głód serca                                | Ewa Boreczna                  |
| 1987               | Zero życia                                | Anka                          |
| 1988               | Dekalog VIII                              |                               |
| 1989               | Gdańsk 39                                 | Helma Torlemans               |
| 1989               | Ostatni prom                              | Ania                          |
| 1989               | Porno                                     | Julia                         |
| 1990               | Urodziny Kaja                             |                               |
| 1990               | Piggate                                   | Lucy Crawford                 |
| 1991               | In flagranti                              | Ewa                           |
| 1991               | Latające machiny kontra Pan Samochodzik   | Diana Denver                  |
| 1992               | Wszystko, co najważniejsze...             | Ola Wat                       |
| 1994               | Podróż do Polski                          | Krystyna                      |
| 1994               | Dlaczego moje koleżanki to mają, a ja nie |                               |
| 1995               | Tato                                      |                               |
| 1998               | Ekstradycja 3                             |                               |
| 1999–2002          | Na dobre i na złe                         | Elżbieta Walicka              |
| 1999               | Tydzień z życia mężczyzny                 | Marta, người yêu của Adam     |
| 2002–2003          | Gorący Temat                              | Barbara Dereń-Gromska         |
| 2003               | Na Wspólnej                               | Joanna Rawska                 |
| 2004–2010, Từ 2019 | Pierwsza Miłość                           | Teresa Żukowska               |
| 2004               | O czym są moje oczy                       | Mẹ của Marty                  |
| 2007               | Świat według Kiepskich                    | Bà của Paździocha             |
| 2009               | Plebania                                  | Urszula                       |
| 2010               | Matka Teresa od kotów                     | Teresa                        |
| 2010               | Licencja na wychowanie                    |                               |
| 2010               | Hotel 52                                  | Magda                         |
| 2010               | Świat według Kiepskich                    | Teresa Żukowska               |
| 2012–2015          | Barwy szczęścia                           | Urszula Korzeniak             |
| 2012               | Paradoks                                  | Barbara Bartke                |
| 2013               | Oszukane                                  | Grażyna Szarucka              |
| 2013               | Lekarze                                   | Jolka                         |
| 2014               | Prawo Agaty                               | Jadwiga Woźniak               |
| 2015               | Powiedz tak!                              | Brzozowska, mẹ của Wiktora    |
| 2016               | Artyści                                   | Marzena Ochab                 |
| 2016               | Kobiety bez wstydu                        | Roma, mẹ của Katarzyny        |
| 2017               | Lekarze na start                          | Wanda Marczak, mẹ của Tomasza |
| 2018               | Ślepnąc od świateł                        | Ewa                           |
| 2018               | Druga szansa                              | Róża                          |
| 2020               | W głębi lasu                              | Natalia Kopińska              |